# 大伊朗

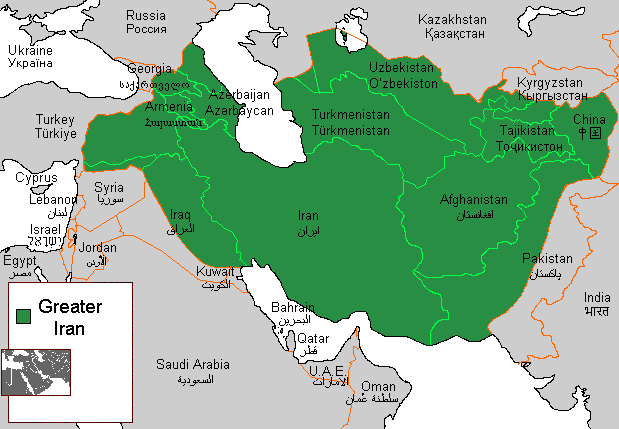
在地理及文化上而言，大伊朗包括整個伊朗高原，延伸至中亞（巴克特里亞）、東北方的興都庫什山脈、東南方的阿富汗及印度半島西部（巴基斯坦西部）、東方的敍利亞及西北方的高加索。

大伊朗（波斯語：ایران بزرگ，羅馬化：Irān-e Bozorg，另稱大波斯或伊朗文化大陸）是指伊朗高原一帶、由伊朗部族定居並受波斯文化影響的地區；其由高加索延綿至今巴基斯坦境內的印度河，符合歷史所認知的伊朗全境。
大伊朗概念與任何政治實體無關，其最早可應用至後青銅時代伊朗的散落族群，離最早政治實體的出現至少有多個世紀。薩珊王朝在三世紀的刻文首次使用帶有政治含意的「伊朗」，多民族的伊朗地區包括小亞細亞，不包括伊朗兩個鹽土荒漠盆地以東的地區，但卻適用在文化語境上。

## 定義
理查德·納爾遜·弗賴伊將大伊朗定義為「大部分高加索地區、阿富汗、巴基斯坦及中亞，文化影響力遍及中國、印度半島西部及閃米特語族的世界」。據弗賴伊所說，「伊朗即是人們說伊朗語及伊朗語流通的地區，以及伊朗文化流行的地方。」
理查德·福爾茨則說：「大伊朗是起自美索不達米亞及高加索，直至花剌子模、中亞河中地區、巴克特里亞、帕米爾高原的文化區域，那裡的各個民族，包括波斯人、米底人、帕提亞人及粟特人在前伊斯蘭時期都是祆教徒。」希臘人認為大伊朗的範圍遠至印度河。
據詹姆斯·帕特里克·馬洛里（James Patrick Mallory）及道格拉斯·Q·亞當斯（Douglas Q. Adams）所說，大伊斯西部的人們在阿契美尼德王朝時期說西南伊朗語，東部地區的民眾則說與波斯古經相關的東伊朗語。
喬治·萊恩寫道，在蒙古帝國解體後，伊兒汗國成為了大伊朗的統治者。朱迪思·G·卡魯帕斯也認為完者都在公元1304年至1317年間成為了這片土地的統治者。
帖木兒帝國時期的歷史學家米爾·罕德的一手資料認為伊朗沙赫爾（大伊朗）在幼發拉底河至阿姆河之間。
不論在傳統上還是今天，種族也不是一個界定這個地區的標準。理查德·納爾遜·弗賴伊說道：
|  | 我多次強調過現今中亞的人民，不論是伊朗語還是土耳其語的使用者，都擁有共同的一種文化、一種宗教、一套社會價值觀及傳統，只有語言才能把他們割裂。 |

在現代，西方殖民干預及種族成為了大伊朗地區的分裂力量，正如學者帕特里克·克勞森（Patrick Clawson）所說：「民族主義是十九世紀的一個主要現象，即使人們往往追溯並把它延伸。」大伊朗是一個超國家的文化地區，而不強調政治意味。
在努扎特·高陸伯的作品裡引述了中世紀地理學家哈姆杜拉·穆斯圖菲（Hamdollah Mostowfi）所寫：
چند شهر است اندر ایران مرتفع تر از همه
一些伊朗的城市較其他城市更優秀，
بهتر و سازنده تر از خوشی آب و هوا
這些城市的氣候溫和宜人，

گنجه پر گنج در اران صفاهان در عراق
阿蘭的占賈、伊斯法罕物產豐饒，
در خراسان مرو و طوس در روم باشد اقسرا
呼羅珊的梅爾夫和圖斯、科尼亞都是富庶的城市。
《劍橋伊朗史》（The Cambridge History of Iran）在提到大伊朗的歷史文化實體時採用了地理的研究方法：「伊朗地區、阿塞拜疆、中國及蘇維埃中亞部分地區」。

## 歷史
大伊朗在波斯語裡稱為「伊朗扎明」（ایرانزمین），解作「伊朗土地」。在神話時代裡，「伊朗扎明」與圖蘭的土地「圖蘭扎明」是敵對的，「圖蘭扎明」位於中亞北部。
在前伊斯蘭時期，伊朗人將他們的土地劃分為兩個主要部分，分別是伊朗及安勒尼蘭（Aniran）。伊朗是指古伊朗人居住的地方，該地區遠為廣闊於當今，這是早期大伊朗的核心地區，後來，伊朗人的邊界及活動範圍經歷了許多變遷，但他們的語言及文化依然是大伊朗地區許多部分的主要媒介。
在俄羅斯人侵佔前，波斯語是主要的文學語及中亞和高加索地區的溝通語言。中亞是現代波斯語言的發祥地。根據英國政府的資料顯示，伊拉克庫德斯坦在這地區成為英國託管地之前也流通波斯語。
隨著俄羅斯帝國向南侵略，對波斯發動兩次戰爭、關於西面邊境的土庫曼恰伊條約和古利斯坦條約的簽訂、波斯儲君阿巴斯·米爾札在1823年的意外逝世以及波斯大維奇爾被謀害，中亞諸汗國難以寄望波斯能幫助他們對抗沙皇的軍隊。1849年，俄軍佔據鹹海海岸，塔什干、布哈拉、撒馬爾罕分別在1864年、1867年及1868年淪陷，希瓦和阿姆河也在1873年失陷。
|                                 | 許多伊朗人認為其影響力伸延至現今伊朗邊界之外，畢竟伊朗曾經是一個浩瀚的地區。葡萄牙人在十六至十七世紀佔據了伊朗人的島嶼及港口。在十九世紀，俄羅斯帝國從德黑蘭手裡奪取了今亞美尼亞、阿塞拜疆及部分格魯吉亞的控制權。伊朗的小學在教授有關伊朗人根源時，不僅提及到巴庫等城市，也提及到更北方的城市如俄羅斯南部的傑爾賓特。1856年至1857年的英伊戰爭使沙阿失去了阿富汗西部的所有權。1970年，在聯合國的協商下，伊朗不得不放棄對波斯灣國家巴林的宗主權。在過去多個世紀，伊朗的統治權一度西進至現今伊拉克以外。西方世界指控伊朗對邊界外的事務作出干涉，而伊朗政府則堅稱這只不過是對其過往的領土施加影響力，與此同時，外部勢力對伊朗造成的損失所造成的不滿情緒一直延續至今。 |
| ——帕特里克·克勞森《不朽的伊朗》 | |

|                                 | 當今的伊朗只不過是以往的一小部分，在她的巔峰時期，伊朗統治者控制著伊朗、阿富汗、巴基斯坦西部、中亞大部分及高加索。現今的許多伊朗人仍認為這些地區是大伊朗的影響範圍。 |
| ——帕特里克·克勞森《不朽的伊朗》 | |

|                                 | 在阿契美尼德王朝時期，伊朗人已具有領土保護意識，然而崇山峻嶺及浩瀚的伊朗高原未能抵擋俄軍及英國海軍。伊朗不論是在實際和象徵義意上也縮小了。在十九世紀初，阿塞拜疆、亞美尼亞、格魯吉亞大部分、阿富汗都受伊朗人控制，但是歐洲的軍事行動使伊朗失去了這些地區。 |
| ——帕特里克·克勞森《不朽的伊朗》 | |

## 領域
在中世紀，大伊朗被分為兩個部分：波斯伊拉克（Persian Iraq，西部）及呼羅珊（Khorasan，東部），大抵以戈爾甘、達姆甘來劃分兩個部分。加茲尼王國、塞爾柱王朝及帖木兒帝國都把她們的領土劃為伊拉克及呼羅珊兩個部分，這一點可以從許多文獻裡看到，如阿波法茲·拜啥基（Abolfazl Beyhaqi）的著作「Tārīkhi Baïhaqī」。中亞河中地區及花剌子模通常都被劃入呼羅珊。

### 中亞

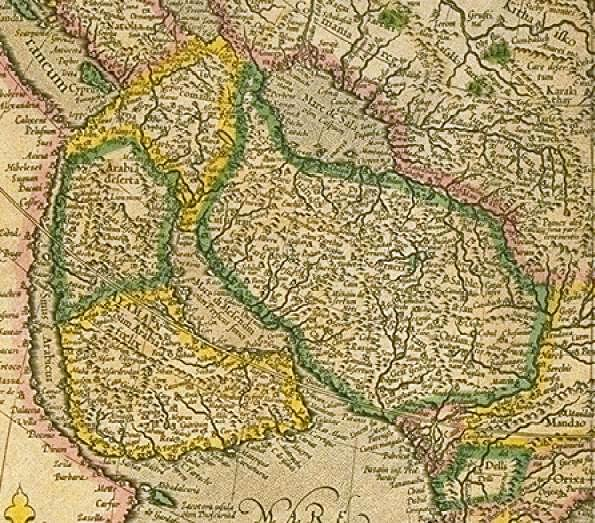
1595年杰勒德·墨卡托所繪的中亞地圖。

「花剌子模是『伊朗扎明』的一部分，是古伊朗人的家園，波斯古經稱之為伊朗人的故鄉（Airyanem Vaejah）。」現代學者相信花剌子模便是波斯古經所指的「伊朗人的故鄉」。有資料指出庫尼耶-烏爾根赤（Konye-Urgench）多年來都是古花剌子模的首都，庫尼耶-烏爾根赤又名「奧烏爾瓦」，是波斯古經祛邪典（Vendidad）裡描述的阿胡拉·馬茲達之第八土地。研究印歐古史的學者邁克爾·威策爾相信阿富汗就是伊朗人故鄉的所在，阿富汗北部地區是大呼羅珊及古花剌子模的一部分。夏威夷大學的史學家埃爾頓·L·丹尼爾（Elton L. Daniel）則認為花剌子模最有可能是波斯古經人民的發源地，伊朗學者阿里·阿克巴爾·德胡達（Ali Akbar Dehkhoda）也稱花剌子模是「雅利安部族的發源地」。花剌子模現時由多個中亞共和國分統。
花剌子模及呼羅珊在地理上重疊（由塞姆南市經阿富汗北部直至帕米爾高原山麓），位於現今土庫曼的桑佔（Sanjan）、現今伊朗的呼羅珊省、北呼羅珊省、南呼羅珊省都是古呼羅珊的部份。直至十三世紀蒙古人入侵為止，呼羅珊都被認為是大伊朗的文化中心。

#### 塔吉克斯坦
塔吉克斯坦的國歌充滿波斯及塔吉克人的特徵，他們見證了自蘇聯解體以後的一次全面復興。塔吉克語與阿富汗及伊朗所說的語言大致相同，他們也有以波斯語命名的城市，如杜尚貝、伊斯法拉、拉什特山谷（Rasht Valley）、蓋爾姆（Gharm）、巴坦（Bartang）、瓦赫達特、扎拉夫尚、舒羅卜（Shurab）及庫洛布（Kulob）。

#### 土庫曼斯坦
土庫曼斯坦是安息的根本所在，阿拔斯王朝哈里發哈倫為了把王國的中心撤離阿拉伯語地區而把首都遷至梅爾夫。土庫曼首都阿什哈巴德在波斯語裡解作「愛之城」（有人認為阿什哈巴德是由「Ashk Abad」轉譯，意指「阿什克所建」，阿什克是阿薩息斯王朝的領導人）。與伊朗、阿富汗及烏茲別克一樣，土庫曼也曾經是伊朗人的故鄉。

#### 烏茲別克斯坦
著名的城市阿夫拉西阿卜（Afrasiab）、布哈拉、撒馬爾罕、渴石、安集延、希瓦、納沃伊、希林（Shirin）、泰爾梅茲及扎拉夫尚都座落在烏茲別克斯坦。許多專家都認為這些城市是現代波斯語的發源地。堅稱是薩珊王朝繼後者的薩曼王朝把都城建在烏茲別克。

#### 中國西部（新疆地區）
中華人民共和國新疆維吾爾自治區的塔什庫爾干塔吉克自治縣有帕米爾塔吉克族人（即高山塔吉克人）聚居，流行伊朗语系的文化。在伊朗歷史裡，塔什庫爾干塔吉克自治縣與喀什市、莎車縣、和田市及吐魯番市同屬伊朗文化語言區。

### 阿富汗
阿富汗是大呼羅珊的一部分，與梅爾夫、尼沙巴爾等周邊地區並稱為呼羅珊，呼羅珊在帕拉維語裡解作「東部地區」（波斯語：خاور زمین）。
魯米、拉比阿·巴爾希（Rabi'a Balkhi）、薩納依（Sanai）、傑米（Jami）及霍賈·阿卜杜拉·安薩里（Khwaja Abdullah Ansari）的家鄉巴爾赫座落在阿富汗，許多波斯文學的著名人物都出自那裡。阿富汗的達利語與伊朗的波斯語非常相似，阿富汗通用達利語，與普什圖語同為官方語言。在歷史上，達利語也是波斯薩珊王朝的官方語言。
1857年，波斯沙阿納賽爾丁·沙阿·卡札爾（Naser al-Din Shah Qajar）治下的赫拉特被英國控制。不過時至今日，以波斯語命名的城鎮及地區仍遍佈全國，如古利斯坦區（Gulistan District）、法拉赫、書哈達區（Shuhada District）、巴德吉斯省、邁馬納、卡來諾區（Qala i Naw District）、穆爾加布區（Murghab District）、普勒胡姆里、馬扎里沙里夫、班達拉米亞（Band-e Amir）、普什特科赫區（Pusht-e-Koh District）、法利亞布省、阿傑里斯坦區（Ajristan District）、卡拉巴格（Qarabagh）、朱茲詹省、薩菲德河（Safid River）、努爾斯坦省、迪赫巴拉區（Dih Bala District）、赫薩拉克（Hesarak）、尼姆魯茲省、努爾斯坦省、潘傑希爾省、帕爾旺省、薩曼甘省、薩爾普勒省、邁丹城及扎布爾省等。

### 巴基斯坦西部
伊朗語是巴基斯坦西部省份包括西北邊境省及俾路支省的主要語言，普什圖族及俾路支人是這些省份的主要人口，而俾路支斯坦位於伊朗高原的東端。

### 庫爾德斯坦
在歷史和文化上，庫爾德斯坦都屬於大伊朗的一部分。庫爾德人說一種稱為庫爾德語的伊朗西北語言，他們是該地區的主要族群，阿拉伯人、亞美尼亞人、亞述人、阿塞拜疆人、猶太人、奧塞梯人、波斯人及突厥人的社區散落在庫爾德斯坦內。庫爾德斯坦的人口大多是穆斯林，雅茲迪教派、阿拉維教派、基督教、曼達教及瑣羅亞斯德教的信徒也不少。

### 高加索地區
位於現今俄羅斯南部的高加索北部地區包括達吉斯坦共和國、車臣共和國、北奧塞梯共和國、卡巴爾達-巴爾卡爾共和國及其他共和國都曾是波斯及伊朗文化圈的一分子，直至她們在十八至十九世紀被俄羅斯帝國吞併。波斯文化的強大影響力延伸至俄羅斯中部的韃靼斯坦共和國。薩珊王朝在傑爾賓特所建的要塞是這些高加索城市伊朗建築的上佳例子，這些建築見證了這地區在波斯人的統治及影響下的重要性（即使在高加索被瓜分了數十年後，某些地區依然殘留著波斯特色，可見於當地人的信仰、傳統及習俗）。

#### 南高加索
因古利斯坦條約的簽訂，伊朗割讓了南高加索的所有汗國，包括巴庫汗國、希爾凡汗國（Shirvan Khanate）、卡拉巴赫汗國（Karabakh Khanate）、甘賈汗國（Ganja khanate）、沙基汗國（Shaki Khanate）、库巴汗国、部分塔利什汗國（Talysh Khanate）及傑爾賓特予俄國。這些汗國形成了現今的阿塞拜疆。土庫曼恰伊條約迫使伊朗割讓納希切萬汗國（Nakhichevan khanate）、穆格汗地區及葉里溫汗國（Erivan Khanate）予俄國，這些地區大概是今阿塞拜疆和亞美尼亞的組成部分，當中許多地名都以波斯語命名。

#### 亞美尼亞
自阿契美尼德王朝以後，亞美尼亞屬於波斯帝國的一個省份，深受波斯文化影響。不過，亞美尼亞人在歷史上與伊朗人沒有直接的關係，他們多是印歐語系民族結合當地的高加索人種。古亞美尼亞社會結合了當地文化、伊朗社會及政制、古希臘及基督教傳統。由於多個世紀以來當地獨立的演化、羅馬人和俄羅斯人等西方勢力的征服以及各民族的流散人口，使他們吸納了各種不同的文化特點，特別是歐洲及黎巴嫩。
伊朗境內的伊朗裔亞美尼亞人融入伊朗文化，許多亞美尼亞人如耶普伦·汗（Yeprem Khan）直接牽涉到伊朗歷史並為人所識。

#### 納希切萬
在古代，波斯國王納爾斯（Narseh）已在納希切萬建立要塞。在卡札爾王朝時，出生在納希切萬的文人及知識份子輩出。至1800年代中期，土庫曼恰伊條約及古利斯坦條約使波斯喪失了納希切萬。

#### 格魯吉亞

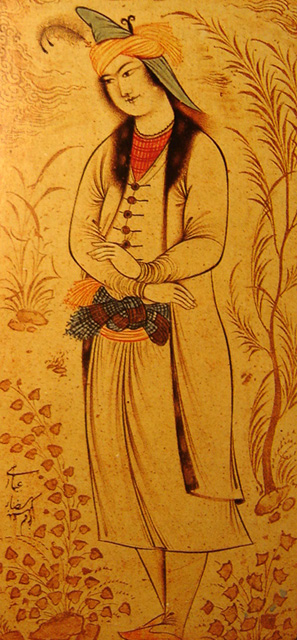
柏林伊斯蘭藝術博物館展示的圖畫，圖中人物是格魯吉亞王子穆罕默德-拜克，出自畫家瑞沙·阿巴西。

格魯吉亞在薩珊王朝時期已是波斯的省份，到薩非王朝時，格魯吉亞在文化上已與伊朗交纏在一起，格魯吉亞人幾乎取代了土庫曼人民兵奇茲爾巴什在宮廷上的地位。在沙阿·塔哈馬斯卜及阿拉威爾迪汗（伊斯法罕的地標三十三孔橋又以他的名字命名）時期，波斯語更成為格魯吉亞的官方語言，許多格魯吉亞的精英都在薩非王朝的政府內任職。伊朗首相阿明·蘇丹（Amin al-Sultan）的父親是格魯吉亞人。格魯吉亞在1629年至1762年間都是波斯的直屬省份，直到俄國人對格魯吉亞施加影響力。
上述的是指東格魯吉亞，東格魯吉亞與西格魯吉亞對立，依附南方，而西格魯吉亞則爭取北方支持。提比里斯被波斯化了一段時間，卡札爾王朝的儲君阿巴斯·米爾札經常都在提比里斯。
最終，波斯無法在格魯吉亞抗衡俄國，在土庫曼恰伊條約和古利斯坦條約裡放棄了對格魯吉亞的主權。
古利斯坦條約的簽訂使伊朗被迫割讓格魯吉亞全境予俄國，包括黑海海岸地區如薩梅格雷洛、阿布哈茲、伊梅雷蒂及古里亞。

### 伊拉克
自阿契美尼德王朝以來，伊拉克是波斯帝國的一個省份，同樣深受波斯文化影響。薩珊王朝的都城曾經設在泰西封。許多伊拉克地區在當今仍保留著它們的波斯名稱，如安巴爾省、巴格達。其他伊拉克城市的波斯原稱有諾卡德（哈迪塞）、蘇剌薩儻那（庫費）、沙赫爾班（米格達迪耶）、阿爾萬德路德（阿拉伯河）及阿什希卜（伊瑪迪耶）。
帕特里克·克勞森查證道：
|  | 阿拉伯民族主義者希望能追溯過去，但這是偏離現實的。伊朗人一度統治著現今的伊拉克，薩珊王朝第一個都城設在泰西封，泰西封位於巴格達西南二十一英里。 |

即使伊拉克在七世紀征服波斯時期被阿拉伯化，波斯人的存在依然顯著，許多波斯什葉派神職人員都被葬在納傑夫和卡爾巴拉。最終，薩非王朝將該地區的控制權拱手讓予鄂圖曼帝國。

## 延伸阅读
- 花剌子模
- 图兰
- 突厥斯坦

## 外部連結
- （英文）大伊朗 （页面存档备份，存于）
- （英文）中國的波斯人（页面存档备份，存于）